# AAPT Championships 2000 - Qualificazioni singolare
Le qualificazioni del singolare  dell'AAPT Championships 2000 sono state un torneo di tennis preliminare per accedere alla fase finale della manifestazione. I vincitori dell'ultimo turno sono entrati di diritto nel tabellone principale. In caso di ritiro di uno o più giocatori aventi diritto a questi sono subentrati i lucky loser, ossia i giocatori che hanno perso nell'ultimo turno ma che avevano una classifica più alta rispetto agli altri partecipanti che avevano comunque perso nel turno finale.
Le qualificazioni del torneo AAPT Championships 2000 prevedevano 32 partecipanti di cui 4 sono entrati nel tabellone principale.

## Teste di serie
1. Michel Kratochvil (secondo turno)
2. Gouichi Motomura (ultimo turno)
3. Francisco Costa (primo turno)
4. Wayne Black (ultimo turno)

1. Michael Kohlmann (ultimo turno)
2. Olivier Malcor (secondo turno)
3. Ville Liukko (primo turno)
4. Kevin Kim (secondo turno)

## Qualificati
1. Christian Vinck
2. Joan Balcells

1. Paul Baccanello
2. Michael Tebbutt

## Tabellone

### Legenda
| - Q = Qualificato - WC = Wild card - LL = Lucky loser | - ALT = Alternate - SE = Special Exempt - PR = Protected Ranking | - w/o = Walkover - r = Ritirato - d = Squalificato |

### Sezione 1
|  | Primo turno          | Primo turno          | Primo turno          | Primo turno | Primo turno |  |  | Secondo turno   | Secondo turno     | Secondo turno     | Secondo turno   | Secondo turno   |   |   | Ultimo turno | Ultimo turno | Ultimo turno | Ultimo turno | Ultimo turno |  |
|  |                      |                      |                      |             |             |  |  |                 |                   |                   |                 |                 |   |   |              |              |              |              |              |  |
|  | 1                    | Michel Kratochvil    | Michel Kratochvil    | 7           | 6           |  |  |                 |                   |                   |                 |                 |   |   |              |              |              |              |              |  |
|  |                      | Olivier Patience     | Olivier Patience     | 6           | 4           |  |  | 1               | Michel Kratochvil | Michel Kratochvil | 65              | 4               |   |   |              |              |              |              |              |  |
|  | Jaymon Crabb         | Jaymon Crabb         | Jaymon Crabb         | 6           | 7           |  |  |                 | Jaymon Crabb      | Jaymon Crabb      | 7               | 6               |   |   |              |              |              |              |              |  |
|  | Andrew Painter       | Andrew Painter       | Andrew Painter       | 4           | 5           |  |  |                 |                   |                   |                 |                 |   |   | Jaymon Crabb | Jaymon Crabb | Jaymon Crabb | 2            | 4            |  |
|  | Scott Humphries      | Scott Humphries      | Scott Humphries      | 6           | 6           |  |  |                 |                   | Christian Vinck   | Christian Vinck | Christian Vinck | 6 | 6 |              |              |              |              |              |  |
|  | Sébastien de Chaunac | Sébastien de Chaunac | Sébastien de Chaunac | 3           | 4           |  |  | Scott Humphries | Scott Humphries   | 7                 | 4               | 4               |   |   |              |              |              |              |              |  |
|  |                      | Christian Vinck      | Christian Vinck      | 6           | 6           |  |  | Christian Vinck | Christian Vinck   | 5                 | 6               | 6               |   |   |              |              |              |              |              |  |
|  | 7                    | Ville Liukko         | Ville Liukko         | 3           | 4           |  |  |                 |                   |                   |                 |                 |   |   |              |              |              |              |              |  |

### Sezione 2
|  | Primo turno    | Primo turno      | Primo turno      | Primo turno | Primo turno |  |  | Secondo turno | Secondo turno    | Secondo turno | Secondo turno | Secondo turno |   |   | Ultimo turno | Ultimo turno     | Ultimo turno     | Ultimo turno | Ultimo turno |  |
|  |                |                  |                  |             |             |  |  |               |                  |               |               |               |   |   |              |                  |                  |              |              |  |
|  | 2              | Gouichi Motomura | 4                | 6           | 6           |  |  |               |                  |               |               |               |   |   |              |                  |                  |              |              |  |
|  |                | Luke Smith       | 6                | 3           | 4           |  |  | 2             | Gouichi Motomura | 3             | 7             | 6             |   |   |              |                  |                  |              |              |  |
|  | Michaël Llodra | Michaël Llodra   | Michaël Llodra   | 6           | 7           |  |  |               | Michaël Llodra   | 6             | 5             | 3             |   |   |              |                  |                  |              |              |  |
|  | Kevin Ullyett  | Kevin Ullyett    | Kevin Ullyett    | 1           | 5           |  |  |               |                  |               |               |               |   |   | 2            | Gouichi Motomura | Gouichi Motomura | 64           | 4            |  |
|  | Joan Balcells  | Joan Balcells    | Joan Balcells    | 6           | 6           |  |  |               |                  |               | Joan Balcells | Joan Balcells | 7 | 6 |              |                  |                  |              |              |  |
|  | Lionel Roux    | Lionel Roux      | Lionel Roux      | 3           | 4           |  |  |               | Joan Balcells    | Joan Balcells | 6             | 6             |   |   |              |                  |                  |              |              |  |
|  | 8              | Kevin Kim        | Kevin Kim        | 7           | 6           |  |  | 8             | Kevin Kim        | Kevin Kim     | 3             | 4             |   |   |              |                  |                  |              |              |  |
|  |                | Johan Settergren | Johan Settergren | 68          | 4           |  |  |               |                  |               |               |               |   |   |              |                  |                  |              |              |  |

### Sezione 3
|  | Primo turno        | Primo turno        | Primo turno        | Primo turno      | Primo turno |  |  | Secondo turno     | Secondo turno     | Secondo turno     | Secondo turno    | Secondo turno    |   |   | Ultimo turno | Ultimo turno    | Ultimo turno    | Ultimo turno | Ultimo turno |  |
|  |                    |                    |                    |                  |             |  |  |                   |                   |                   |                  |                  |   |   |              |                 |                 |              |              |  |
|  |                    | Donavan September  | 7                  | 2                | 6           |  |  |                   |                   |                   |                  |                  |   |   |              |                 |                 |              |              |  |
|  | 3                  | Francisco Costa    | 6                  | 6                | 1           |  |  | Donavan September | Donavan September | Donavan September | 4                | 3                |   |   |              |                 |                 |              |              |  |
|  | Paul Baccanello    | Paul Baccanello    | Paul Baccanello    | 6                | 6           |  |  | Paul Baccanello   | Paul Baccanello   | Paul Baccanello   | 6                | 6                |   |   |              |                 |                 |              |              |  |
|  | Jordan Kerr        | Jordan Kerr        | Jordan Kerr        | 4                | 4           |  |  |                   |                   |                   |                  |                  |   |   |              | Paul Baccanello | Paul Baccanello | 7            | 6            |  |
|  | Domenic Marafiote  | Domenic Marafiote  | Domenic Marafiote  | 6                | 6           |  |  |                   |                   | 5                 | Michael Kohlmann | Michael Kohlmann | 5 | 4 |              |                 |                 |              |              |  |
|  | Steven Randjelovic | Steven Randjelovic | Steven Randjelovic | 1                | 0           |  |  |                   | Domenic Marafiote | Domenic Marafiote | 2                | 3                |   |   |              |                 |                 |              |              |  |
|  | 5                  | Michael Kohlmann   | Michael Kohlmann   | Michael Kohlmann | 2           |  |  | 5                 | Michael Kohlmann  | Michael Kohlmann  | 6                | 6                |   |   |              |                 |                 |              |              |  |
|  |                    | Todd Perry         | Todd Perry         | Todd Perry       | 1r          |  |  |                   |                   |                   |                  |                  |   |   |              |                 |                 |              |              |  |

### Sezione 4
|  | Primo turno      | Primo turno      | Primo turno      | Primo turno | Primo turno |  |  | Secondo turno | Secondo turno   | Secondo turno   | Secondo turno   | Secondo turno   |   |   | Ultimo turno | Ultimo turno | Ultimo turno | Ultimo turno | Ultimo turno |  |
|  |                  |                  |                  |             |             |  |  |               |                 |                 |                 |                 |   |   |              |              |              |              |              |  |
|  | 4                | Wayne Black      | Wayne Black      | 6           | 6           |  |  |               |                 |                 |                 |                 |   |   |              |              |              |              |              |  |
|  |                  | Joseph Sirianni  | Joseph Sirianni  | 4           | 2           |  |  | 4             | Wayne Black     | Wayne Black     | 6               | 6               |   |   |              |              |              |              |              |  |
|  | Peter Tramacchi  | Peter Tramacchi  | Peter Tramacchi  | 6           | 6           |  |  |               | Peter Tramacchi | Peter Tramacchi | 1               | 4               |   |   |              |              |              |              |              |  |
|  | Sebastien Swierk | Sebastien Swierk | Sebastien Swierk | 1           | 4           |  |  |               |                 |                 |                 |                 |   |   | 4            | Wayne Black  | Wayne Black  | 3            | 62           |  |
|  | Michael Tebbutt  | Michael Tebbutt  | Michael Tebbutt  | 7           | 6           |  |  |               |                 |                 | Michael Tebbutt | Michael Tebbutt | 6 | 7 |              |              |              |              |              |  |
|  | Rodolphe Cadart  | Rodolphe Cadart  | Rodolphe Cadart  | 5           | 3           |  |  |               | Michael Tebbutt | 7               | 2               | 7               |   |   |              |              |              |              |              |  |
|  | 6                | Olivier Malcor   | 6                | 1           | 6           |  |  | 6             | Olivier Malcor  | 5               | 6               | 62              |   |   |              |              |              |              |              |  |
|  |                  | Josh Tuckfield   | 4                | 6           | 4           |  |  |               |                 |                 |                 |                 |   |   |              |              |              |              |              |  |